# Ероскипу
Ероски́пу (греч. Γεροσκήπου) — второй по величине муниципалитет района Пафос Республики Кипр. Находится на юго-западном побережье острова Кипр в 3 километрах к юго-востоку от города Пафос. Популярный туристический центр.

## История
Ероскипу упоминается ещё в трудах Страбона. Название Ероскипу происходит от древнегреческого «ιερός κήπος» — «священный сад» и связано с тем, что в античные времена, согласно традиции, здесь располагались священные сады богини Афродиты. В античные времена во время празднеств в честь Афродиты торжественная процессия выходила из Неа-Пафоса (современный Като-Пафос («Нижний Пафос»)) и двигалась через Ероскипу к храму Афродиты в Палеа-Пафосе (современная деревня Куклия).
В IX веке здесь была построена византийская Церковь Святой Прасковьи (Агиа Параскеви). Недалеко от юго-западной стены церкви существует подземная пещера, через которую протекает ручей. Считалось, что вода этого святого подземного ручья излечивала глазные заболевания и называлась агиасмой Святой Параскевы. В 50-х годах XX века ручей был загрязнен промышленными сбросами и вход в пещеру запечатали.
В 1925 году британцы открыли в Ероскипу фабрику по производству шелка, на которой были заняты сотни рабочих, однако в 1952 году фабрика была закрыта.

## Экономика
В Ероскипу действует кондитерская фабрика Aphrodite Delights, являющаяся крупнейшим производителем лукуми (кипрская разновидность рахат-лукума) и других традиционных сладостей на Кипре. В 2004 году кондитеры Ероскипу попали в Книгу рекордов Гиннесса, приготовив за 3 дня лукуми весом в 2 с половиной тонны.

## Спорт
В 1956 году в Ероскипу был основан футбольный клуб «Атромитос». Домашним стадионом клуба является стадион Ероскипу (вместимость составляет 2000 человек).

## Достопримечательности
- Церковь Агиа Параскеви
- Музей народного искусства